# Pont suspendu de Bourret
Die Pont suspendu de Bourret (Hängebrücke von Bourret) überquert die Garonne bei Bourret im Département Tarn-et-Garonne in der französischen Region Okzitanien.
Eine erste Brücke an dieser Stelle, die die Route Royale n° 128 zwischen Auch und Montauban über die Garonne führte, wurde zwischen 1838 und 1842 von der Société Sieurs Antoine et Auguste Soullié erbaut. Es war eine Hängebrücke mit vier gemauerten Pylonen und drei Feldern. Sie wurde in den Überschwemmungen von 1843 und 1875 zerstört und wieder aufgebaut.
1906 beschloss der Rat des Départements Tarn-et-Garonne eine Eisenbahnstrecke von Montauban über Bourret nach Verdun-sur-Garonne zu bauen.

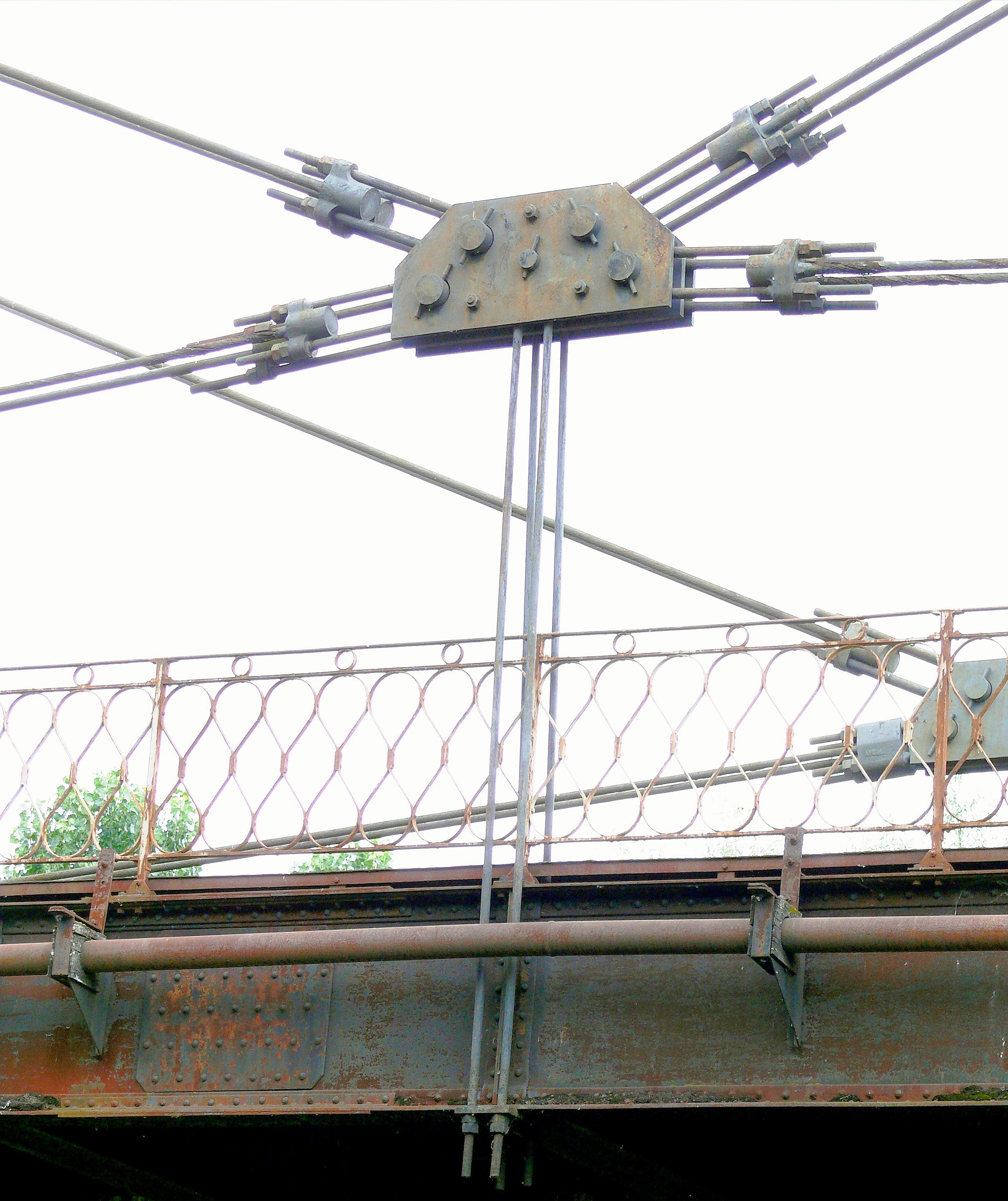
Der zentrale „Knoten“ des Systems Gisclard

Die Brücke von Bourret war den Belastungen schwerer Lokomotiven nicht gewachsen. Deshalb wurde die Brücke zwischen 1912 und 1913 von den Entreprise Ferdinand Arnodin umgebaut in eine 188 m lange Hängebrücke nach dem System Gisclard. Die vier alten Pfeilerpaare im Achsabstand von 70,9 + 64,8 + 52,3 m konnten wiederverwendet werden.
Als die Eisenbahnlinie 1933 geschlossen wurde, wurde die Brücke in eine Straßenbrücke für die RN 128 umgewandelt. Als 1989 flussabwärts eine moderne Spannbetonbrücke eröffnet wurde, hatte die alte Hängebrücke nur noch für den örtlichen Verkehr und für Fußgänger Bedeutung.
1994 wurde sie zum Monument Historique erklärt. Wenige Jahre darauf wurde sie vollständig, auch für Fußgänger, gesperrt. Inzwischen wird eine Renovierung diskutiert.